# Adoretus semperi
Adoretus semperi är en skalbaggsart som beskrevs av Ohaus 1912. Adoretus semperi ingår i släktet Adoretus och familjen Rutelidae. Inga underarter finns listade i Catalogue of Life.